# Broomé (släkt)
Broomé är en svensk släkt som härstammar från kemisten Thomas Broome inflyttad från Storbritannien (förmodligen England) 1642 och bosatt på Snäckestad i Vånga socken, känd som upphjälpare av de skånska salpetersjuderierna. Släktvapnet består av tre ginstblommor (jämför engelskans broom) vilket lett till romantiska kopplingar till släkten Plantagenet och Rikard Lejonhjärta.
Kända personer från familjen är:
- Gustaf Broomé (1786-1865), svensk präst
- Gustaf Broomé (1824-1894), svensk jurist
- Ludvig Broomé (1838-1920), svensk ingenjör
- Albert Broomé (1861-1933), svensk företagsledare
- Emilia Broomé, svensk politiker
- Catharina Broomé, dominikanersyster samt psalmförfattare.
- Bo Broomé, justitieråd och hedersdoktor vid Lunds universitet